# فيكتوريا دوفال
فيكتوريا دوفال (بالإنجليزية: Victoria Duval)‏ مواليد 30 نوفمبر 1995 في ميامي، فلوريدا، الولايات المتحدة، هي لاعبة كرة مضرب أمريكية بدأت مسيرتها كمحترفة سنة 2010 تلعب باليد اليمنى. أعلى تصنيف لها في الفردي كان 87. أعلى تصنيف لها في الزوجي كان 404.

## الخط الزمني للفردي
مفتاح
| ف | ن | ن.ن | ر.ن | د# | د.م | ل | أ.أ | ت | غ | ب | ف | ذ | م.خ | ل.ت |

(ف) فاز بالبطولة (ن) وصل النهائي (ن.ن) نصف النهائي (ر.ن) ربع النهائي (د#) الأدوار الأربعة الأولى (د.م) دور المجموعات (ل) شارك في كأس ديفيز (أ.أ) خرج من الأدوار الاولى (ت) خسر التصفيات التأهيلية (غ) غاب عن الحدث أو البطولة (ب) حصل على ميدالية برونزية (ف) حصل على ميدالية فضية (ذ) حصل على ميدالية ذهبية (م.خ) بطولة الماسترز خُفضت إلى مرتبة أقل (ل.ت) البطولة لم تعقد في السنة المعينة.
لتجنب الارتباك وازدواجية الحساب، يتم تحديث هذه المعلومات إما في نهاية البطولة، أو عندما تكون مشاركة اللاعب في البطولة قد انتهت.
| دورات الجراند سلام |     |     |     |     |     |
| أستراليا المفتوحة  | غ   | غ   | ت3  | د1  | 0–1 |
| فرنسا المفتوحة     | غ   | غ   | ت1  |     | 0–0 |
| بطولة ويمبلدون     | غ   | غ   | د2  |     | 1–1 |
| أمريكا المفتوحة    | د1  | د2  | غ   |     | 1–2 |
| فوز-خسارة          | 0–1 | 1–1 | 1–1 | 0–1 | 2–4 |

## روابط خارجية
- فيكتوريا دوفال على موقع رابطة محترفات التنس (الإنجليزية)
- فيكتوريا دوفال على موقع الاتحاد الدولي لكرة المضرب (الإنجليزية)
- فيكتوريا دوفال على موقع خلاصة التنس.كوم (الإنجليزية)
- فيكتوريا دوفال على موقع إي إس بي إن.كوم (الإنجليزية)